# Philippe Negri
Philippe Negri († 4. Januar 1563) war 1554 Botschafter von Karl V. bei Maria I. von England.

## Leben
Unter der Statthalterschaft von Maria von Ungarn in den Spanischen Niederlanden fungierte er 1535 mit Louis Schoereals als Minister und wehrte eine Steuer auf die Einfuhr von Holz ab, wofür ihm eine Belohnung angeboten worden war. Später erklärte er, dass er den Holländern damit keinen Dienst erwiesen habe.
John Foxe berichtete, dass am 2. Januar 1554 die Botschafter von Karl V. in London mit Ehrbezeugungen empfangen wurden. Neben Le Chauncellour Nigre wurden Jehan de Montmorency und Lamoral von Egmond Ambassador to the Court of St James’s.
Philippe Negri war ab 1557 Kanzler des Ordens vom Goldenen Vlies.
1559 wurde das Bistum Antwerpen gegründet und Philippus de Nigri zum ersten Bischof berufen. Er konnte vor seinem Tod nicht mehr eingeführt werden.